# Шатель-сюр-Монсальван
Шатель-сюр-Монсальван (фр. Châtel-sur-Montsalvens) — громада  в Швейцарії в кантоні Фрібур, округ Грюєр.

## Географія
Громада розташована на відстані близько 45 км на південний захід від Берна, 21 км на південь від Фрібура.
Шатель-сюр-Монсальван має площу 2 км², з яких на 8% дозволяється будівництво (житлове та будівництво доріг), 47,5% використовуються в сільськогосподарських цілях, 42% зайнято лісами, 2,5% не є продуктивними (річки, льодовики або гори).

## Демографія
2019 року в громаді мешкало 295 осіб (+19,9% порівняно з 2010 роком), іноземців було 21,7%. Густота населення становила 145 осіб/км².
За віковим діапазоном населення розподілялося таким чином: 20,7% — особи молодші 20 років, 63,4% — особи у віці 20—64 років, 15,9% — особи у віці 65 років та старші. Було 123 помешкань (у середньому 2,3 особи в помешканні).